# Trachelas tridentatus
Trachelas tridentatus là một loài nhện trong họ Trachelidae.
Loài này thuộc chi Trachelas. Trachelas tridentatus được Cândido Firmino de Mello-Leitão miêu tả năm 1947.